# Haugesund
A Comuna de Haugesund (em norueguês:  Haugesund kommune;  PRONÚNCIA) é uma comuna da Noruega, com 68 km² de área e 37 444 habitantes (2022).

Está localizada no litoral do condado de Rogaland, situado no sudoeste do país.

O seu centro administrativo está na cidade de Haugesund.

A vida cultural da região regista anualmente o Festival Norueguês de Cinema (Den norske filmfestivalen) e o Festival Internacional de Jazz (Haugesund International Jazz Festival). A Galeria de Arte de Haugesund (Haugesund Billedgalleri) exibe obras da região da Vestlandet e o Museu de História Cultural de Karmsund (Karmsund folkemuseum) mostra o património da pesca, da navegação, da agricultura e da vida local da região. 

## Economia
A economia tradicional de Haugesund está baseada na pesca e na navegação.                                                                              Hoje em dia, é um centro de comércio e de serviços, dispondo ainda de empresas ligadas à construção de navios e à construção e manutenção de plataformas petrolíferas.